# Bolehiv
Bolehiv (în ucraineană Болехів) este oraș regional în regiunea Ivano-Frankivsk, Ucraina.

## Istoric
Orașul Bolehiv este atestat documentar sub numele de Bolechów din 1371, când regina Izabela a Ungariei a dăruit pământul unui boier local ca răsplată pentru serviciile aduse. Zona, însă, a devenit parte a Poloniei, în urma înfrângerii maghiarilor în fața regelui Vladislav al II-lea și a primit drepturi de oraș în 1603 din partea regelui Sigismund al III-lea Vasa.
La începutul secolului al XX-lea, evreii formau jumătate din populația de 6000 de locuitori a orașului; doar 48 dintre aceștia au supraviețuit celui de al Doilea Război Mondial. După război, orașul a fost anexat de URSS și alipit RSS Ucrainene.

## Demografie
Componența lingvistică a orașului Bolehiv
     Ucraineană (98,48%)
     Rusă (1,18%)
     Alte limbi (0,11%)
Conform recensământului din 2001, majoritatea populației orașului Bolehiv era vorbitoare de ucraineană (98,48%), existând în minoritate și vorbitori de rusă (1,18%).